# Plectrohyla cyclada
Plectrohyla cyclada es una especie de anfibios de la familia Hylidae. Es endémica de México.
Sus hábitats naturales incluyen bosques templados, montanos secos y ríos intermitentes. Está amenazada de extinción por la destrucción de su hábitat natural.